# Каліфа Кулібалі
Каліфа Кулібалі (фр. Kalifa Coulibaly, нар. 21 серпня 1991, Бамако) — малійський футболіст, нападник клубу «Кевії».
Виступав, зокрема, за клуби «Шарлеруа», «Гент» та «Нант», а також національну збірну Малі.

## Клубна кар'єра
У дорослому футболі дебютував 2010 року виступами за другу команду «Парі Сен-Жермен», в якій провів чотири сезони, взявши участь у 86 матчах чемпіонату. Більшість часу, проведеного у складі другої команди «Парі Сен-Жермен», був основним гравцем атакувальної ланки. У її складі  був одним з головних бомбардирів команди, маючи середню результативність на рівні 0,35 голу за гру першості.
Своєю грою за цю команду привернув увагу представників тренерського штабу клубу «Шарлеруа», до складу якого приєднався 2014 року. Відіграв за команду з Шарлеруа наступний сезон своєї ігрової кар'єри. Граючи у складі «Шарлеруа», також здебільшого виходив на поле в основному складі команди.
До складу клубу «Гент» приєднався влітку 2015 року. За два сезони відіграв за команду з Гента 85 матчів у всіх змаганнях і забив 25 м'ячів, а також дебютував у Лізі чемпіонів.
18 серпня 2017 перейшов до французького «Нанта» за 4,5 мільйона євро. У клубі з Нанта був переважно другим нападником до січня 2019, коли після продажу Еміліано Сали став основним центрфорвардом. За п'ять сезонів зіграв 101 матч Ліги 1 та забив 21 гол.
29 серпня 2022 року підписав контракт до кінця сезону з сербською «Црвеною Звездою».

## Виступи за збірні
У 2011 році залучався до складу молодіжної збірної Малі. На молодіжному рівні зіграв у 6 офіційних матчах.
У 2013 році дебютував в офіційних матчах у складі національної збірної Малі. Станом на 25 вересня 2022 провів у формі головної команди країни 30 матчів, забивши 6 голів. Був учасником Кубку африканських націй 2017 у Габоні та Кубку африканських націй 2019 в Єгипті.

## Титули і досягнення
- Володар Суперкубка Бельгії (1):

«Гент»: 2015
- Володар Кубка Франції (1):

«Нант»: 2021–22